# Жилисайський сільський округ
Жилиса́йський сільський округ (каз. Жылысай ауылдық округі, рос. Жылысайский сельский округ) — адміністративна одиниця у складі Кегенського району Алматинської області Казахстану. Адміністративний центр — село Жилисай.
Населення — 1717 осіб (2021; 2176 у 2009, 2270 у 1999, 2764 у 1989).
Станом на 1989 рік існувала Жилисайська сільська рада (села Мойнак, Жилисай, Шибиши).

## Склад
До складу округу входять такі населені пункти:
| Населений пункт | Населення, осіб (1989) | Населення, осіб (1999) | Населення, осіб (2009) | Населення, осіб (2021) |
| --------------- | ---------------------- | ---------------------- | ---------------------- | ---------------------- |
| Жилисай, село   | 2082                   | 1712                   | 1610                   | 1222                   |
| --Жилисай       | -                      | -                      | -                      | 11                     |
| Мойнак, село    | 127                    | 126                    | 114                    | 99                     |
| --Колтикбастау  | -                      | -                      | -                      | 7                      |
| Шибиши, село    | 555                    | 432                    | 452                    | 370                    |
| --Шибиши        | -                      | -                      | -                      | 8                      |